# Riksväg 17
För andra betydelser, se Riksväg 17 (olika betydelser).
Riksväg 17 är en väg i Sverige som går mellan Landskrona och Fogdarp (anslutning E22) via Eslöv, i Skåne. Längd 46 km. Används framförallt för trafik ifrån Mellanskåne (Höör, Hörby) och nordöstra Skåne (Kristianstad) till Landskrona och Eslöv samt för trafiken mellan dessa sistnämnda städer.

## Standard och planer
Vägen är landsväg hela sträckan. Den har normalt smala vägrenar och är alltså 7–9 m bred. Det finns mängder med vanliga korsningar i plan. Några av de mest trafikerade är ombyggda till rondeller. Vägen är byggd utanför alla tätorter, till exempel Eslöv.

## Historia
På 1940- och 1950-talen hette vägen Landskrona-Eslöv länshuvudväg 46.. Vägsträckningen är delvis densamma som då med skillnaden att vägen då gick igenom alla tätorter, där förbifarter sedan byggts senare. Även befintliga sträckor har rustats upp, så byggdes infarten till Landskrona om till 2+2-väg med plankorsningar i samband med att E6an öppnades som motorväg förbi staden 1966. Vägen Landskrona-Teckomatorp byggdes under tidigt 1980-tal. En förbifart förbi Marieholm öppnades juli 2007. Förbifarten förbi Eslöv är från 1992. I samband med att E22 byggdes ut till motorväg i en ny sträckning förbi Fogdarp åren 2012-2014 förlängdes riksväg 17 en kort sträcka fram till en trafikplats. Inga fler planer för ombyggnad är kända.
Det var bara småvägar mellan Eslöv och Fogdarp på 1940-talet. Riksväg 17 byggdes där huvudsakligen som ny väg kring 1970. Största delen av sträckan Eslöv-Snogeröd är anlagd på den gamla banvallen för Eslöv-Hörby järnväg. Närmast Eslöv och Fogdarp följer vägen gamla vägar. I det stora hela är vägen nybyggd under de senaste femtio åren i form av vägbreddningar, tätortsförbifarter, nydragning m.m.

## Trafikplatser, korsningar och anslutningar
|  | Nr       | Namn                     | Skyltning                    |
|  | -------- | ------------------------ | ---------------------------- |
|  | motorväg | Trafikplats Landskrona S | Malmö Göteborg; Landskrona   |
|  |          | nära Asmundtorp          | Bjuv, Saxtorp                |
|  |          | nära Teckomatorp         | Kågeröd                      |
|  |          | nära Marieholm           | Röstånga Kävlinge            |
|  |          | nära Eslöv               | Stockamöllan                 |
|  |          | nära Eslöv               | Stockamöllan (rv 17 svänger) |
|  |          | nära Snogeröd            | Växjö Malmö                  |
|  |          | Trafikplats Fogdarp      | Kalmar Malmö                 |

1. ↑  Källa: KAK:s bilatlas 1946
2. ↑  Källa: M Vägkarta 1977 och 1985